# Wikiracing
Wikiracing je hra, při které se hráč snaží dostat na určitou stránku na internetové encyklopedii Wikipedii pomocí klikání na tzv. modré odkazy v článcích.
Hra má řadu různých variací a názvů (například The Wikipedia Game, Wikipedia Maze nebo Wikipedia Speedrunning). Lze ji hrát pouze prostým stanovením si cíle (konkrétního článku) a následným používáním Wikipedie, nebo pomocí různých webových stránek, které k účelům hry vytvořili další uživatelé.
Některé články, typicky článek o Spojených státech amerických, či v kontextu Česka článek o Česku, jsou dosažitelné velmi snadno, v průměru pouze po několika málo kliknutích. Ze hry se proto takové články často vylučují jako její cíle.
Hra může přispět jak k prohloubení znalostí hráče, tak k zájmu o pochopení principů fungování Wikipedie.